# Patrick de Lucca
Patrick de Lucca Chaves de Oliveira dit Patrick de Lucca, né le 2 mars 2000 à São Paulo au Brésil, est un footballeur brésilien qui évolue au poste de milieu défensif au Cuiabá EC.

## Biographie

### EC Bahia
Né à São Paulo au Brésil, Patrick de Lucca est formé à la SE Palmeiras durant cinq ans. Il évolue alors au poste de défenseur central et remporte plusieurs trophées avec l'équipe des moins de 20 ans comme le championnat du Brésil, la coupe du Brésil et le Campeonato Paulista. Il ne joue toutefois aucun match avec l'équipe première et rejoint en août 2020 l'EC Bahia. 
De Lucca joue son premier match en professionnel le 13 février 2021, face à l'Atlético Mineiro. Il est titularisé en défense centrale et les deux équipes se neutralisent (1-1 score final),. Le 25 mars 2021, il prolonge son contrat jusqu'en décembre 2022 avec l'EC Bahia. De Lucca s'impose alors en équipe première, devenant l'une des révélations du club et se faisant notamment remarquer en Copa do Nordeste, en inscrivant deux buts. Le 22 avril 2021, de Lucca joue son premier match de Copa Sudamericana, face aux Uruguayens de Montevideo City Torque. Il est titularisé et les deux équipes se neutralisent (1-1).

### Vasco da Gama
En janvier 2023, Patrick de Lucca rejoint le Vasco da Gama. Le transfert est annoncé le 17 décembre 2023 et il signe un contrat courant jusqu'en décembre 2025.